# Trudelies Leonhardt
Pour les articles homonymes, voir Leonhardt.
 (janvier 2025).
Si vous disposez d'ouvrages ou d'articles de référence ou si vous connaissez des sites web de qualité traitant du thème abordé ici, merci de compléter l'article en donnant les références utiles à sa vérifiabilité et en les liant à la section « Notes et références ».
Trudelies Leonhardt (30 mai 1931) est une pianiste néerlandaise.

## Biographie[1]
Trudelies Leonhardt est née à Laren (Hollande-Septentrionale) dans une famille passionnée d’art, où la musique jouait un rôle capital. Son frère est le claveciniste Gustav Leonhardt. À l’âge de quatre ans, elle commence le piano sous la conduite de Johannes Röntgen et poursuit ses études au Conservatoire d’Amsterdam avec Nelly Wagenaar, études couronnées par le diplôme de soliste obtenu cum laude.
Pendant ses jeunes années, des artistes de renom furent les hôtes de ses parents – parmi eux Adrian Aeschbacher, le Trio Pasquier, le Quartetto Italiano, André Navarra, Antonio Janigro et Gérard Souzay – ce qui fut une source d’inspiration stimulante, source qui aboutissait parfois à une collaboration officielle.
Le Prix « Elizabeth Everts » et « Le Cercle des Amis du Concertgebouw » (De Vriendenkrans van het Concertgebouw) donnés aux jeunes interprètes prometteurs, lui ont été décernés avant son départ pour Paris où elle continue sa formation auprès d’Yves Nat et de Marguerite Long.
De nombreux orchestres ont invité Trudelies Leonhardt comme soliste, dont l'Orchestre royal du Concertgebouw d’Amsterdam sous la baguette d’Eugen Jochum, le Tonhalle Orchester de Zurich, le Limburgs Symphonie Orkest, l’Orchestre de chambre de Lausanne, le Musikkollegium Winterthur, The London Mozart Players sous la conduite de Harry Blech, pour n’en citer que quelques-uns. De nombreux récitals et concerts de musique de chambre se succèdent.
Dès les années 1970, les instruments anciens ont retenu toute son attention, et deviennent sa véritable passion. Elle a entrepris de se vouer – et se voue toujours – au piano-forte de la fin du XVIIIe et début XIXe siècle, dont le contact intime est bien éloigné des grands pianos de concert.
Elle donne régulièrement des conférences sur des thèmes tels que « La Triade pour le pianoforte de Franz Schubert », « Schubert et ses sonates pour le pianoforte », « Schubert en esquisse », « Schubert et son monde », « Beethoven et le pianoforte » ou « Les menus plaisirs pour le pianoforte de Beethoven et de Schubert ».

## Discographie
En collaboration avec le studio MediaTone, elle a réalisé la discographie ci-dessous (discographie qui s’enrichit encore régulièrement).
Les disques sont présentés dans l'ordre chronologique de la première édition pour chaque compositeur, ou groupe de compositeurs.

### Œuvres d'Anthon van der Horst

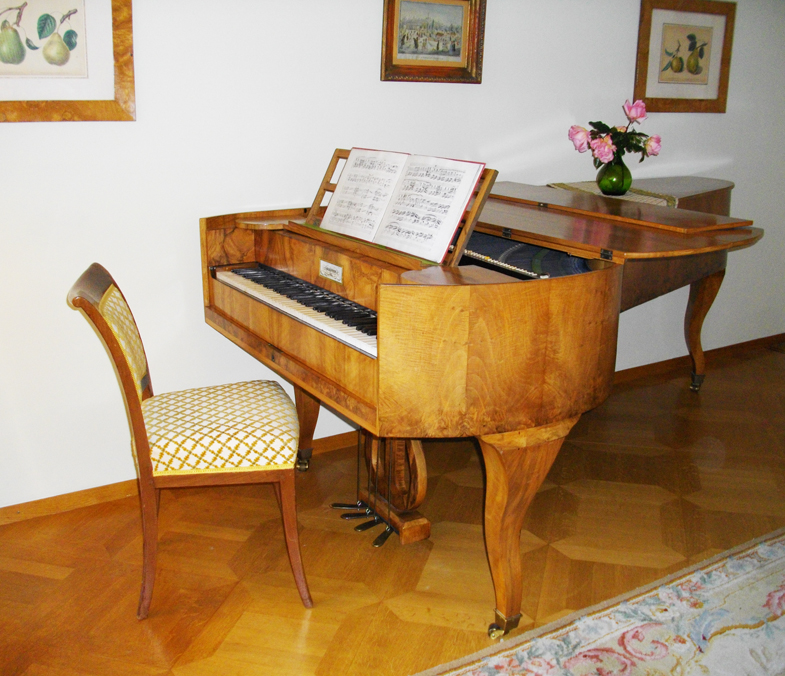
Pianoforte Benignus Seidner, Vienne 1815-20

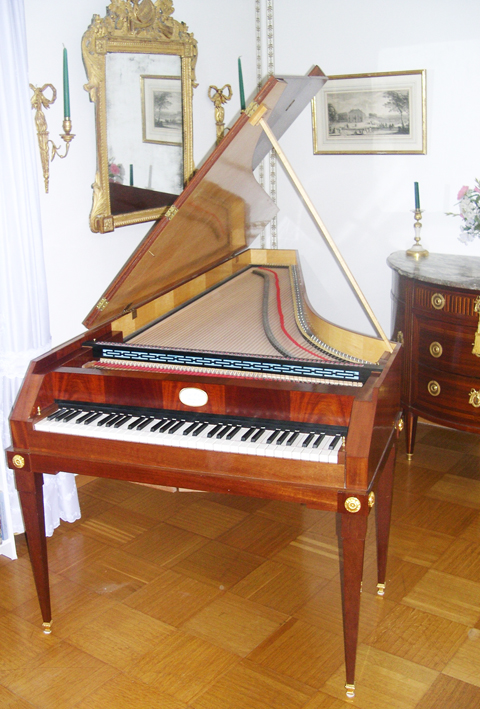
Pianoforte McNulty, copie de Walter

Édité par CNR, Hliversum (Pays-Bas) :
- (1963) HV 530 : Tema con Variazioni in Modo Conjuncto

### Œuvres de Wolfgang Amadeus Mozart et Franz Schubert
Édité par Arion, Paris (France) :
- (1980) Arion 36578 « L’Art du Pianoforte » : Mozart Sonate KV 576, Menuet KV 355, Schubert Sonate D 566, 17 Ländler D 366 et Cotillon D 976

### Œuvres de Franz Schubert
Édité par Jecklin, Zürich (Suisse) :
- (1989) Jecklin J 4420/ 1-2 Vol. 1 (2 CD) : Sonates D 959, D 784, D 845, D 894
- (1990) Jecklin J 4422/ 3-2 Vol. 2 (2 CD) : Sonates D 958, D 960, D 664, D 850
- (1990) Jecklin. J 4424/ 5-2 Vol. 3 (2 CD) : Sonates D 557, D 568, D 537, D 575, D 566, D 459

Édité par Divertimento, Vienne (Autriche) :
- (1990) Div 31016 : 6 Moments musicaux D 780, Ländler et Cotillon D 681, 679, 976, 3 Klavierstüke D 946
- (1990) Div 31015 : 4 Impromptus D 935, 12 Wiener Deutsche D 128
- (1993) Div 31018 : 7 Deutsche D 366, Ländler D 145-366-970, 12 Ländler D 790, Menuet avec 2 Trios D 335, Grätzer Walzer D 924
- (1994) Div 31019 : Sonate D157, 4 Impromptus D 899, 26 Écossaises D 618b-421-511-697-145-977-158

Édité par Globe, Amsterdam (Pays-Bas) :
- (1996) Glo 5151 : Menuet D 277a, Andante D 604, 12 Walzer D 145, Scherzo D 593 No 2, 12 Écossaises D 299, Adagio D 612, Menuet D 334, 8 Écossaises D 529, Scherzo D 593 No 1, 16 Ländler D 734
- (1997) Glo 5167 : Sonate D 279, Adagio D 178, Erste Walzer D 365 (1-18),Variations Hüttenbrenner D 576, Erste Walzer (19-36), Allegretto D 915
- (2008) Glo 5231 : Sonate D 850, Menuet avec 2 Trios D 91a, Menuet D 336, 8 Ländler D 378, Menuet avec 2 Trios D 91b, Menuet avec 2 Trios D 380, Allegretto D 915
- (2006) Glo 6061 : CD 1 : Sonate D 960, Allegretto D 566, Scherzo D 566, CD 2 : Les esquisses pour la Sonate D 960
- (2008) Glo 5232 : Letzte Walzer D 146, Écossaises D 145, D 734, D 783, D 816, 12 Menuet D 41
- (2009) Glo 5236 : Drei Klavierstücke D 946, 10 Ländler et Cotillon D 681-679-976, Moments musicaux D 780

Édité par Cascavelle, Fribourg (Suisse) :
- (1999) Vel 3008 : 4 Impromptus D 899, Sonate D 157, 26 Écossaises D 618b-421-511-697-145-977-158
- (1999) Vel 3009 : 12 Écossaises D 781-782, Menuet avec 2 Trios D 380, Adagio D 505, Rondo D 506, Galopp D 925, Galopp D 735, 6 Deutsche Tänze D 820, Scherzo D 570, 34 Valses sentimentales D 779 (1-17), Andante D 29, 34 Valses sentimentales D 779 (18-34)
- (2002) Vel 3053 : 4 Impromptus D 935, 12 Deutsche Tänze D 420, Grazer Fantasie D 605a
- (2002) Vel 3054 : 20 Ländler D 145-366-970, Menuet avec 2 Trios D 335, Grätzer Walzer D 924, 12 Ländler D 790, 8 Écossaises D 735, 17 Deutsche D 366 et Cotillon D 976

Édité par VDE-Gallo, Lausanne (Suisse) :
- (2007) Gall CD 1232 : 16 Deutsche Tänze D 783, Sonate D 840 "Reliquie", 10 Variations D 156

### Œuvres de Ludwig van Beethoven
Édité par Kingdom Records, Londres (Grande Bretagne) :
- (1990) Kclcd 2022 : Kurfürsten Sonate WoO 47 No 2, 6 Bagatelles Opus 126, Sonate Opus 101

Édité par Meridian Records, Londres (Grande Bretagne) :
- (1992) Meridian Duocd 89023 : 32 Variations WoO 80, Sonate Opus 27 No 1, Bagatelle WoO 56, Allegretto WoO 53, Rondo Opus 51 No 2, 11 Bagatelles Opus 119

Édité par Globe, Amsterdam (Pays-Bas) :
- (1996) Glo 5158 : Andante WoO 57, Sonate Opus 28, 7 Bagatelles Opus 33, Bagatelle WoO 52
- (2009) Glo 5237 : Sonate Op. 10 No 3, 8 Variations WoO 76, Sonatine (fa maj.) Kinsky - Halm Anhang 5b, Prélude WoO 55, Rondo Kinsky - Halm Anhang 6, Klavierstück WoO 61a, Sonatine (sol maj.) Kinsky - Halm Anhang 5a, 6 Variations WoO 77

Édité par Cascavelle, Fribourg (Suisse) :
- (2002) Vel 3052 : Kurfürsten Sonate WoO 47 No 1, Klavierstück Pour Elise WoO 59, Sonate Opus 10 No 1, Klavierstück WoO 60, Sonate Opus 26, Klavierstück WoO 61
- (2002) Vel 3055 : Rondo Opus 51 No 1, Sonate Opus 10 No 2, Fantaisie Opus 77, Variations "Rule Britannia" WoO 79, 6 Écossaises WoO 83, Sonate Opus 90

Édité par Vde-Gallo, Lausanne (Suisse) :
- (2006) Gall CD 1190 : 6 Menuets WoO 10, Sonate Opus 31 No 2, 10 Variations WoO 73, Sonate Opus 78

### Œuvres de Robert Schumann et Felix Mendelssohn
Édité par Meridian Records, Londres (Grande Bretagne) :
- (1992) Meridian Duo cd 89024 : Robert Schumann Arabeske Opus 18, Waldszenen Opus 82, Felix Mendelssohn Fantasie Opus 15, Lieder ohne Worte

### Œuvres de Felix Mendelssohn et John Field
Édité par Cascavelle, Fribourg (Suisse) :
- (1999) Vel 3010 : Felix Mendelssohn Sonate Opus 105, Variations Sérieuses Opus 54, John Field Sonate Opus 1 No 1, Nocturne 13, Nocturne 18, Nocturne 14

### Œuvres de Wofgang Amadeus Mozart
Édité par Musica Omnia, Cambridge MS (États-Unis) :
- (2011) MO 0409 : Fantaisie KV 475, Sonate KV 457, Sonate KV 282, Sonate KV 332

### Autres références
- Émissions de radio
  - Radio Télévision Suisse / Espace 2 "le Mange-Disque" de Catherine Buser (6 mars 2010). Écouter l'émission (début après 4 min 30 s)
  - Radio Télévision Suisse / Espace 2 "Les Mémoires de la Musique" de Pierre Gorjat (15-16-17-18-19 avril 1996) avec Trudelies Leonhardt, concernant les Sonates de Schubert pour le Pianoforte.
  - Concertzender, Trudelies Leonhardt présente et joue l'Intégrale des Sonates pour le pianoforte de Schubert (3-10-17-24 février et 3-10-17-24-31 mars 1996).
  - Radio Télévision Suisse, Interview par Jean Pierre Amman de Trudelies Leonhardt (2 mars 1989) : Les Sonates de Schubert au pianoforte.
  - Radio Télévision Suisse / Espace 2 "Carnet de notes" de François Hudry, présentation de Trudelies Leonhardt.
- Articles de presse
  - Diapason, articles au sujet de Trudelies Leonhardt (août 1986, janvier 2000, janvier 2008, septembre 2008).
  - Tijdschrift voor oude Muziek, article au sujet de Trudelies Leonhardt (août 1987).
  - Musikrevy 1987 N°3, article au sujet de Trudelies Leonhardt.
  - Mens en Melodie, "Muziek in Paris" au sujet de Trudelies Leonhardt par Frank Onnen (février 1952).
- Référence bibliographique
  - Muziekleven, de Norbert Loeser Ed. J.h Gottmer (Haarlem 1958), p. 108/109 au sujet de Trudelies Leonhardt.